# 3-й танковый корпус
3-й танковый корпус — оперативное войсковое объединение в составе Рабоче-крестьянской Красной армии в годы Великой Отечественной войны.
Сокращённое действительное наименование — 3 тк.
Сформирован в апреле—мае 1942 года в Московском военном округе. Участвовал в боевых операциях Западного, Центрального, 1-го и 2-го Украинских, 1-го Белорусского фронтов. За отличие в боях награждён орденами Красного Знамени и Суворова II степени. 19 человек личного состава удостоены звания Героя Советского Союза, один стал полным кавалером ордена Славы.
Полное действительное наименование: 3-й танковый Уманский Краснознамённый ордена Суворова II степени корпус.

## История

### Формирование корпуса
Формирование 3-го танкового корпуса началось в апреле 1942 года в Туле на основании директивы НКО СССР № 724218сс от 31 марта 1942 года. Формирование корпуса было поручено генерал-майору танковых войск Д. К. Мостовенко. Начальником штаба формирующегося соединения назначен полковник К. Г. Девятов.
Непосредственно в Туле было сформировано управление корпуса. В состав корпуса вошли сформированные в Саратове 50-я (с 30.04.1942, командир бригады полковник В. А. Пролеев) и 51-я (с 02.05.1942, командир бригады полковник М. А. Воротников) танковые бригады, сформированная в Вологде 103-я танковая бригада (с 06.05.1942, командир бригады полковник Г. М. Максимов), сформированная в Калинине 3-я мотострелковая бригада (с 21.04.1942, командир бригады полковник С. В. Радзивилко), а также части боевой поддержки и материально-технического обеспечения: 97-я подвижная танкоремонтная база (с 21.04.1942), 106-я подвижная авторемонтная база (с 21.04.1942), 3-я отдельная автотранспортная рота подвоза ГСМ и 380-й отдельный гвардейский миномётный дивизион. 13 июля 1942 года в состав корпуса была также включена 2081-я военно-почтовая станция.
Танковые бригады корпуса состояли из двух отдельных танковых батальонов трёхротного состава. Первоначально первые танковые роты были укомплектованы танками КВ-1, вторые — танками Т-34, третьи — танками Т-60. К началу июня 1942 года 50-я танковая бригада была переформирована в тяжёлую, имея в составе танковых батальонов по две роты танков КВ и по роте танков Т-60. Танковые батальоны 51-й и 103-й танковых бригад были укомплектованы двумя ротами танков Т-34 и ротой танков Т-60.
С 21 апреля 1942 года 3-й танковый корпус находился в резерве Брянского фронта, а 27 июня 1942 года включён в резерв Западного фронта. В этот период осуществлялось сколачивание подразделений и боевая учёба личного состава.
К моменту окончания формирования в корпусе имелось 160 танков, численность личного состава — свыше 8500 человек.

### Начало боевого пути
5 июля 1942 года 3-й танковый корпус был оперативно подчинён 61-й армии Западного фронта для участия в частной армейской операции на болховском направлении, являвшейся своего рода продолжением неудачной Болховской операции. Согласно замыслу командования ударная группировка армии должна была прорвать оборону противника на узком участке между Близново и Башкино, выйти к реке Машок, и форсировав её, закрепить плацдарм на южном берегу. С рубежа Драгажица, Бабенка планировалось ввести в прорыв 3-й танковый корпус для развития наступления на Болхов. Советским войскам в этом районе противостояли части 296-й и 112-й пехотных дивизий вермахта. Непосредственно за ними во втором эшелоне находились 56-я пехотная дивизия, усиленная 50-ю танками, и 11-я танковая дивизия.
Ударной группировке 61-й армии не удалось сломить сопротивление противника, и 7 июля командарм П. А. Белов ввёл в бой 3-й танковый корпус с целью прорыва обороны немцев. Утром 7 июля танковые бригады корпуса атаковали позиции врага из района Кабала, Паленка. 50-я танковая бригада заняла северную окраину Башкино, но дальше продвинуться не смогла. 103-я танковая бригада, атаковавшая Уланово, попала в полуокружение и потеряла 2 Т-34 и 3 Т-60. Лишь своевременное введение в бой резервной танковой роты и истребительно-противотанковой батареи спасло положение. Ещё хуже сложилась обстановка на направлении атаки 51-й танковой бригады. Из-за неудовлетворительно проведённой разведки пять танков бригады попали на минное поле. Остальные танки, сгрудившиеся перед минным полем, были атакованы двадцатью Ю-87. Погиб командир бригады полковник М. А. Воротников, тяжело ранен начальник штаба бригады В. Ф. Кулабухов. Командование бригадой принял подполковник Ф. И. Коновалов.
Вечером 8 июля командующий 61-й армией поставил 3-му танковому корпусу задачу самостоятельно прорвать оборону противника в направлении Романовский, Герасимово, Драгажица. Атака началась в 6:15 9 июля. 51-я танковая бригада, разгромив противостоявший ей 521-й пехотный полк 296-й пехотной дивизии, овладела Паленкой и Уланово. 50-я танковая бригада силами 254-го отдельного танкового батальона освободила Кабалу, и отразив контратаку 16 танков противника, силами 50-го отдельного танкового батальона овладела Близново. Действовавший в боевом разведывательном дозоре бригады взвод лейтенанта К. Л. Хатисова с отдельными танками 51-й танковой бригады прорвался к реке Машок, но главные силы корпуса пробиться к реке не смогли.
10 июля корпус ценой больших потерь отразил контрудар противника у деревни Романовка, после чего был отведён в ближние тылы 61-й армии, а 15 июля выведен в резерв Западного фронта.

### Контрудар Западного фронта
К августу 1942 года командование немецкой группы армий «Центр» разработало план операции под кодовым названием «Вирбельвинд» с целью срезать сухиничский выступ, окружив и уничтожив оборонявшиеся там советские части. Немецкое наступление началось 11 августа. Прорвав оборону 149-й и 346-й дивизий РККА в районе Крапивны, противник вклинился в оборону советских войск на 40 километров, выйдя к утру 12 августа на рубеж Железнинский, Озеренский, Мызин. До полка пехоты при поддержке 30 танков заняли Госьково. Для ликвидации прорыва командующий Западным фронтом Г. К. Жуков выдвинул в этот район 3-й, 9-й и 10-й танковые корпуса.
3-й танковый корпус, оперативно подчинённый 61-й армии, получил задачу совместно с приданной корпусу 110-й отдельной стрелковой бригадой нанести удар в направлении Вейно, Госьково, Сорокино, разгромить части 11-й танковой дивизии вермахта и перерезать железную дорогу на Калугу. Во встречном бою 12 августа танкисты Мостовенко сожгли 19 танков противника, вынудив его оставить Госьково. Штурмовать Сорокино комкор решил ночью. Для этой цели из второго эшелона в первую линию была выдвинута дополнительно 103-я танковая бригада. В результате упорного боя ранним утром 13 августа 51-я танковая бригада овладела Широким, 103-я танковая бригада — Богдановкой, 50-я танковая бригада прорвалась на ближние подступы к Сорокино. Однако взять село не удалось. Противник усилил нажим к северу от Сорокино, и корпус передислоцировался в район Хряпкино, где в последующие дни вёл оборонительные бои на рубеже Сметские Выселки, хутор Евгениев, Кумово.
20 августа 3-й танковый корпус был оперативно подчинён 3-й танковой армии для участия в контрударе левого крыла Западного фронта. 21 августа корпус, усиленный 342-й стрелковой дивизией и 105-й отдельной стрелковой бригадой (группа Мостовенко) занял исходные позиции на участке Кричина—Новогрынь. На момент начала контрнаступления корпус располагал 78 танками. Контрнаступление советских войск началось в 6:15 22 августа. Перед 3-м танковым корпусом была поставлена задача наступать в направлении Мушкань и форсировать сходу Вытебеть, имея конечной целью Волосово.
В первый день наступления наибольших успехов добились 103-я танковая и 3-я мотострелковая бригады. Им удалось прорваться к реке Вытебеть, форсировать её по заранее разведанным бродам и завязать бои за Бело-Камень. В бою погиб командир 3-й мотострелковой бригады полковник С. В. Радзивилко. Командование мотострелками принял майор А. Г. Баранов. На главном направлении удара корпуса противник оказывал ожесточённое сопротивление. Только 26 августа группе Мостовенко силами 51-й танковой бригады и 342-й стрелковой дивизии удалось выбить немцев из Мушкани. 105-я отдельная стрелковая бригада к исходу дня овладела Сметской. Форсировав Вытебеть, части 3-го танкового корпуса 28 августа ворвались в Волосово и выбили противника из населённого пункта. Однако удержать его корпусу не удалось. Под напором врага танкисты вынуждены были отступить на северную окраину села, где закрепились. К этому времени в строю осталось 34 танка, из них только 14 тяжёлых и средних. Мостовенко распорядился все оставшиеся танки свести в одну бригадную группировку под командованием подполковника Г. М. Максимова. К исходу дня 2 сентября бригадная группировка вновь овладела Волосово, но уже 3 сентября 3-й танковый корпус получил приказ о передислокации в новый район. 4 сентября командир корпуса генерал-майор Д. К. Мостовенко был отозван в штаб Западного фронта, новым командиром корпуса был назначен полковник М. Д. Синенко.

### Подготовка к новым сражениям
8 сентября 1942 года 3-й танковый корпус был выведен в резерв Ставки ВГК, где находился до 27 декабря 1942 года. За это время корпус был пополнен личным составом и техникой. Первые и вторые роты танковых бригад были укомплектованы танками Т-34, третьи роты — танками Т-70. В бригадах стало по 65 танков. Место выбывшей из состава корпуса 3-й мотострелковой бригады заняла сформированная в Уральском военном округе 57-я мотострелковая бригада (командир бригады майор Ф. М. Забелло). Командиром 51-й танковой бригады в декабре 1942 года был назначен полковник В. В. Ажгибков.
24 декабря 1942 года корпус получил распоряжение Генерального штаба о передислокации на Юго-Западный фронт. 27 декабря корпус был погружен в эшелоны на станциях Калуга-Пассажирская и Калуга-Товарная. Разгрузившись на станции Калач и совершив 300-километровый марш, утром 22 января 1943 года корпус занял позиции по левому берегу реки Белая на участке Ново-Белая, Трембачево, Павленково, в полосе 15-го стрелкового корпуса 6-й армии.

### 3-й танковый корпус в битве за Донбасс
Острогожско-Россошанская операция
По замыслу командующего Юго-Западным фронтом Н. Ф. Ватутина 3-му танковому корпусу предстояло развить успех частей 6-й армии в направлении Белолуцк, Покровское. Поэтому корпус вводился в бой практически с марша. Для усиления противовоздушной обороны корпусу был придан 241-й зенитно-артиллерийский полк. С воздуха танкистов поддерживал 3-й смешанный авиационный корпус. Частям корпуса на направлении главного удара противостояли подразделения 320-й пехотной дивизии.
3-й танковый корпус был введён в сражение в 10:00 22 января 1943 года. Главный удар наносила 50-я танковая бригада, которая к 16:00 освободила Белолуцк. В это же время 51-я танковая бригада с приданным ей 1176-м стрелковым полком 350-й стрелковой дивизии выбила врага из Танюшевки и на его плечах сходу ворвалась в посёлок Червоноармейский, где разгромила до батальона немецкой пехоты и уничтожила три дивизиона артиллерии. 103-я танковая бригада, действуя в боевых порядках 267-й стрелковой дивизии в первый день наступления вела бои за посёлок Новопсков, который был освобождён 23 января.
Прорвав оборону противника на правом берегу реки Айдар, 3-й танковый корпус устремился к железной дороге Валуйки―Старобельск. На рассвете 23 января головная походная застава 50-й танковой бригады под командованием капитана П. М. Панасенко, используя внезапность, ворвалась в Павловку, где разгромила штаб 587-го пехотного полка, уничтожила 5 самоходных штурмовых орудий и 6 пушек. 51-я танковая бригада 23 января захватила станцию Солидарное, где разгромила эшелон противника с войсками и техникой. Бригадой уничтожено 12 танков, дивизион артиллерии и до батальона вражеской пехоты. 103-я танковая бригада, завершив разгром противника в Новопскове, содействовала 388-му стрелковому полку 172-й стрелковой дивизии в освобождении Белокуракино.
Утром 24 января 50-я танковая бригада силами 1-й танковой роты 50-го танкового батальона освободила село Курячевка и железнодорожную станцию Катран. Перевалив через железную дорогу, бригада стремительно продвинулась к Малоалександровке и с боем овладела селом. 103-я танковая бригада продолжала наступление на Покровское. 26 января действовавший в боевом разведывательном дозоре экипаж младшего лейтенанта К. М. Блинова (механик-водитель старшина В. П. Шерстяников, стрелок-радист сержант П. Д. Коробов) у села Покровское наткнулся на колонну врага на марше. Смело бросив танк в бой, экипаж огнём и гусеницами уничтожил 60 автомашин, 8 тягачей, 16 орудий, 17 мотоциклов и до 140 солдат и офицеров противника. С подходом главных сил бригады село Покровское было освобождено. Константин Блинов первым из воинов корпуса был удостоен звания Героя Советского Союза.
Ворошиловградская операция
Выход войск Юго-Западного фронта в район Старобельск, Покровское создал возможность окружения донбасской группировки противника. Стремясь использовать благоприятную ситуацию, советское командование без оперативной паузы приступило к реализации плана операции «Скачок», согласно которому части войск правого крыла Юго-Западного фронта предстояло стремительным ударом в направлении Краматорская, Артёмовск, Сталино, Волноваха, Мариуполь отрезать немецким войскам, находящимся в районе Ростова, пути отступления на запад. Для этой цели 25 января 1943 года была создана подвижная группа генерал-лейтенанта М. М. Попова, в состав которой вошли 4-й гвардейский, 3-й, 10-й и 18-й танковые корпуса, 57-я и 38-я гвардейские стрелковые дивизии, 52-я стрелковая дивизия, а также средства усиления. Подвижной группе предписывалось на 3 день операции овладеть районами Славянск, Краматорская, Константиновка, Никитовка, Дебальцево, Артёмовск, на 4 день — райном Сталино, Макеевка и не позднее седьмого дня — районом Мариуполя. На начало операции в танковых корпусах подвижной группы имелось 137 танков, в том числе 31 — в 3-м танковом корпусе.
Разбив в конце января 1943 года немецкие части на восточном берегу Северского Донца, главные силы подвижной группы форсировали реку, и обходя Славянск с востока и запада, устремились к Краматорской. Однако из-за тяжёлых погодных условий, отставания пехоты, артиллерийских частей и тылов наступление развивалось неудовлетворительными темпами. Только 5 февраля главные силы 3-го танкового корпуса вошли в Краматорскую, накануне занятую 4-м гвардейским танковым корпусом. Поделившись с танкистами П. П. Полубоярова топливом и боеприпасами, 3-й танковый корпус продолжил наступление. 6 февраля он освободил Дружковку и выдвинулся в направлении Константиновки. Но преодолеть сильно укреплённую и глубоко эшелонированную оборону противника на подступах к городу подвижной группе не удалось. Это заставило Попова перенести направление главного удара на Красноармейское — важный транспортный и логистический узел противника. 11 февраля части подвижной группы (4-й гвардейский танковый корпус и 107-я лыжно-стрелковая бригада) заняли город, где увязли в тяжёлых боях с моторизованной дивизией СС «Викинг» и 7-й танковой дивизией вермахта. 3-й танковый корпус 10 февраля был оставлен в районе села Сергеевка с задачей прикрытия Краматорской с юго-запада. 12 февраля ранение получил командир 57-й мотострелковой бригады подполковник Ф. М. Забелло. Командование бригадой было временно возложено на его заместителя подполковника А. И. Халаева.
Противник тем временем, стремясь не допустить окружения своих войск, начал переброску на театр военных действий свежих резервов. Советская разведка хотя и отмечала возросшую численность немецких войск на Донбассе, но не сумела своевременно вскрыть сосредоточение ударных группировок противника в районах северо-западнее Краснограда и южнее Красноармейского. Добившись семикратного превосходства в танках, 19 февраля немцы нанесли контрудар по правому крылу Юго-Западного фронта, введя в бой свежие 40-й и 48-й танковые корпуса. На следующий день генерал-лейтенант Попов отдал приказ оставить Красноармейское и начать отвод войск подвижной группы за Северский Донец. 3-й танковый корпус, в составе которого оставалось 12 танков, 12 бронемашин и 18 бронетранспортёров, по приказу Попова отошёл к Краматорской, имея задачу до последнего удерживать город. До 27 февраля он вёл тяжёлые оборонительные бои с превосходящими силами противника, после чего также отошёл за Северский Донец. В последний день боёв за Краматорскую ранение получил командир 51-й танковой бригады В. В. Ажгибков. Командование бригадой принял подполковник Г. А. Кокурин. 11 марта 1943 года директивой Ставки ВГК 3-й танковый корпус был выведен на доукомплектование в район Алексеевки Воронежской области. В конце марта 1943 года командир 50-й танковой бригады, потерявшей в ходе сражения всю боевую материальную часть, полковник В. А. Пролеев был отозван в Главное бронетанковое управление. Сформировать бригаду заново было поручено полковнику Ф. И. Коновалову.

### 3-й танковый корпус в Курской битве
В апреле — мае 1943 года 3-й танковый корпус был значительно усилен. В его состав вошли: 121-й зенитно-артиллерийский полк (командир майор Н. Ф. Тутов), 74-й отдельный мотоциклетный батальон (командир майор А. В. Пономарёв), 64-я рота химической защиты (командир лейтенант В. Ф. Бунин), 234-й миномётный полк (командир майор И. В. Грузин), 881-й истребительно-противотанковый артиллерийский полк (командир майор А. И. Свиридов), 90-й отдельный сапёрный батальон (командир инженер-капитан С. И. Филиппский) и 411-й отдельный батальон связи (командир капитан Путий).
Существенно изменился состав 57-й мотострелковой бригады: в мотострелковые батальоны включены танкодесантные роты автоматчиков и роты противотанковых ружей, а зенитные батареи переформированы в зенитно-пулемётные роты. Также в состав бригады была введена инженерно-минная рота. Командиром бригады назначен подполковник А. С. Аршба.
Кроме того, в корпусе стала издаваться газета «Сталинское знамя» (редактор майор М. С. Эдемский).
В соответствии с директивами Ставки ВГК от 21 апреля и 25 апреля 1943 года 3-й танковый корпус был передислоцирован на Центральный фронт, где в районе Кондринки продолжал доукомплектование. 1 июня 1943 года он был включён в состав 2-й танковой армии. Перед началом Курской битвы корпус занял позиции на второй оборонительной линии северного фаса Курской дуги в районе Прилепы в полосе обороны 307-й стрелковой дивизии.
Согласно плану немецкой операции «Цитадель» на северном фасе Курской дуги главный удар был нанесён 5 июля 1943 года в направлении Ольховатки силами 41-го и 47-го танковых корпусов 9-й армии. Однако прорвать оборону 13-й армии немцам не удалось. Решением командующего 9-й армией генерал-полковника В. Моделя направление главного удара было перенесено на Поныри. 6 июля около 130 танков и самоходных артиллерийских орудий 4-й танковой дивизии и до 40 тяжёлых танков «Тигр» 505-го тяжёлого танкового батальона при поддержке 86-й и 292-й пехотных дивизий прорвали оборону 81-й стрелковой дивизии РККА, захватили 1-е Поныри и вышли ко второй линии советской обороны на участке 2-е Поныри, станция Поныри. Однако все попытки противника прорваться на этом участке были отбиты бойцами 307-й стрелковой дивизии и артиллеристами 1180-го иптап и 768-го лап при поддержке танкистов 3-го танкового корпуса.
7 июля противник возобновил атаки на станцию Поныри. К 10:00 до двух батальонов немецкой пехоты, поддерживаемые танками и САУ, ворвались на северо-западную окраину станции, но контратакой двух резервных рот 307-й стрелковой дивизии и 103-й танковой бригады были отброшены на исходные позиции. В последующие дни части корпуса совместно с пехотинцами генерал-майора М. А. Еншина успешно отбивали атаки противника с севера, в итоге вынудив немцев с 11 июля прекратить наступление. Последний раз противник приближался к северной окраине стации Поныри 13 июля с целью эвакуации своих подбитых танков и САУ. Операцию немцев прикрывал 654-й дивизион штурмовых орудий «Фердинанд». Большинство танков противнику удалось вытащить, но эвакуировать тяжёлые САУ они не успели. Контратакой подразделений 3-го танкового корпуса при поддержке пехоты и артиллерии противник был оттеснён. На поле боя между станцией Поныри и совхозом 1-е Мая, с учётом вновь подбитых и сожжённых машин, осталось 31 самоходное штурмовое орудие «Фердинанд». В оборонительных боях на северном фасе Курской дуги 3-й танковый корпус потерял 78 танков, в том числе 48 — безвозвратно.
12 июля 1943 года 2-я танковая армия получила приказ перейти в наступление в полосе 13-й армии. Перед 3-м танковым корпусом была поставлена задача нанести удар в направлении Архангельское с последующим выходом в район Каменка, хутор Прозоровский. Противник оказывал ожесточённое сопротивление. 17 июля продвижение корпуса было остановлено на рубеже Малоархангельск, Бобрик. В боях с 9-й танковой дивизией вермахта погиб командир 51-й танковой бригады подполковник Г. А. Кокурин, тяжело ранен командир 103-й танковой бригады полковник Г. М. Максимов. На поле боя их заменили соответственно подполковник П. К. Борисов и подполковник А. И. Халаев.
К началу августа корпус был усилен 728-м истребительно-противотанковым артиллерийским дивизионом. Для улучшения управления бригадами ему было придано 8-е авиационное звено связи (командир капитан В. А. Очков). Перегруппировав силы, корпус 1 августа прорвал оборону противника на узком участке и овладел Ржавой и Бельдяжками, перерезав шоссе Кромы—Дмитровск—Севск. Нанеся отвлекающий удар на Кромы силами 57-й мотострелковой бригады, главными силами корпус нанёс удар в западном направлении ― на Колки и Кутафино. 2 августа при бомбардировке командного пункта в районе деревни Красниково погиб начальник штаба корпуса генерал-майор К. Г. Девятов. Новым начальником штаба назначен полковник И. В. Сафронов. 5 августа танкисты Синенко форсировали реку Неживка и овладели Толмачёво и Гнездилово, создав угрозу коммуникациям войск противника, оборонявшимся в районе Орла.

### 3-й танковый корпус в битве за Днепр
10 августа 1943 года 3-й танковый корпус в составе 2-й танковой армии был выведен в резерв командующего Центральным фронтом для отдыха, пополнения и ремонта материальной части. Однако советское командование не хотело терять стратегическую инициативу. Поэтому уже 18 августа 2-я танковая армия выдвинулась в район сосредоточения к северо-востоку от Севска для участия в Черниговско-Припятской операции. Проблему комплектации танковых бригад 3-го танкового корпуса решили за счёт передачи всей материальной части из 16-го танкового корпуса и 11-й гвардейской танковой бригады. Но даже с учётом этого к началу операции 3-й танковый корпус располагал всего 39 танками (25 Т-34 и 14 Т-70). Поэтому основной ударной силой 2-й танковой армии должен был стать переданный 14 августа из 3-й гвардейской танковой армии 7-й гвардейский механизированный корпус, имевший в строю 163 танка (119 Т-34 и 44 Т-70).
Согласно замыслу генерала армии К. К. Рокоссовского войска Центрального фронта должны были нанести главный удар силами 65-й и 2-й танковой армий в направлении Новгород-Северского. Вспомогательный удар наносила 60-я армия в направлении Конотопа. Ввод в сражение 2-й танковой армии планировался после прорыва обороны противника стрелковыми частями с рубежа Княгинино, Морицкий. В районе Севска оборонялась 251-я пехотная дивизия вермахта, опиравшаяся на заранее подготовленную линию обороны с опорными пунктами Широкая Роща, Юпитер, Рождественский, Стрелецкая, Севск, Дубки. Немецкой разведке удалось своевременно вскрыть сосредоточение советских войск в районе Севска и разгадать замысел советского командования. К 25 августа они перебросили в район предполагаемого наступления Красной армии 7-ю 31-ю, 86-ю пехотные, 4-ю и 8-ю танковые дивизии. Поэтому частям 65-й армии П. И. Батова в первый день наступления, 26 августа, не удалось взломать оборону противника, и 27 августа К. К. Рокоссовский вынужден был ввести в бой 2-ю танковую армию.
3-й танковый корпус в целом действовал не лучшим образом. Он должен был нанести удар в направлении Лемешок, Коростовка, но был встречен сильным артиллерийским огнём и ударами авиации противника. Продвинуться сколько-нибудь значимо вперёд корпусу не удалось. При этом потери корпуса за день составили 9 Т-34 и 5 Т-70. Более того, 50-я танковая бригада, которая должна была двигаться за 25-й гвардейской мотострелковой бригадой, заблудилась и упёрлась в овраг, где простояла до наступления темноты. За невыполнение боевой задачи командир бригады полковник Ф. И. Коновалов был отстранён от должности. Новым комбригом назначен подполковник В. А. Бзырин. Исключение составила 103-я танковая бригада, которая, наступая в боевых порядках 69-й стрелковой дивизии, отразила многочисленные контратаки противника и участвовала в освобождении города Севска. 103-й танковой бригаде первой в корпусе было присвоено почётное наименование — «Севская».
Несмотря на все сложности 2-я танковая армия силами 7-го гвардейского механизированного корпуса прорвала оборону немцев на тактическую глубину и к 20:00 28 августа вышла в район Бересток, Борисово, однако развить успех не смогла. Появление на театре военных действий двух танковых дивизий противника стало неожиданным для советского командования и в значительной степени меняло расклад сил. Поэтому командующий 2 танковой армией С. И. Богданов утром 29 августа отдал приказ 7-му гвардейскому механизированному корпусу перейти к обороне на занимаемых рубежах с тем, чтобы нанести противнику, имеющему превосходство в танках, максимальный урон, уравнять силы и вновь перейти в наступление.
Хотя войска Центрального фронта не достигли поставленных целей на направлении главного удара, они связали боем танковые резервы вермахта. Тем самым противник оголил участок фронта в полосе наступления 60-й армии, усиленной 9-м танковым корпусом. Понёсшие большие потери в предыдущих боях 82-я и 340-я пехотные дивизии сдержать наступление советских войск не смогли. К вечеру 29 августа подразделения 60-й армии прорвали оборону противника на участке шириной 45 километров и начали стремительное продвижение к Десне. В сложившихся условиях К. К. Рокоссовский принял решение перенести направление главного удара фронта на конотопское направление. Противник начал отвод войск за Днепр и Десну, и 2 сентября 2-я танковая армия была выведена в резерв Ставки ВГК.

### Контрудар 3-го танкового корпуса под Винницей
К середине января 1944 года в структуре корпуса произошли изменения. Танковые бригады были переформированы по новому штату: в состав введены третьи танковые батальоны и медико-санитарные взводы, мотострелково-пулемётные батальоны преобразованы в моторизованные батальоны автоматчиков. 881-й истребительно-противотанковый артиллерийский полк переформирован в отдельный самоходно-артиллерийский (командир майор В. Н. Вагнер). Также в состав корпуса были включены 1540-й (командир майор Н. П. Шишов) и 1818-й (командир подполковник Н. А. Румянцев) самоходно-артиллерийские полки.
4 ноября 1943 года новым командиром корпуса назначен генерал-майор Н. М. Теляков. Но в декабре он заболел и был направлен на лечение в госпиталь. Обязанности командира корпуса временно были возложены на генерал-майора А. А. Шамшина. 50-ю танковую бригаду возглавил полковник Р. А. Либерман, 51-ю танковую бригаду — полковник С. Н. Мирвода, 57-ю мотострелковую бригаду — подполковник П. З. Шамардин.
25 декабря, ещё до окончания переформирования, корпус был погружен в эшелоны для отправки на 1-й Украинский фронт. Во время переброски 5 января 1944 года управление корпуса подверглось бомбардировке вражеской авиацией. Погибло 4 человека личного состава, уничтожены средства связи и документация штаба корпуса. 11 января корпус прибыл в район Житомира и был включён в состав 1-го Украинского фронта. До 24 января он продолжал доукомплектование материальной частью. На 26 января боевая обеспеченность частей корпуса составила: в 50-й танковой бригаде — 65 танков Т-34, в 51-й танковой бригаде ― 65 танков Т-34, в 103-й танковой бригаде — 65 танков Т-34, в 74-м отдельном мотоциклетном батальоне ― 10 танков Мк-9, в 1540-м самоходно-артиллерийском полку ― 13 СУ-152 и 21 СУ-76, в 1818-м самоходно-артиллерийском полку ― 17 СУ-85 и 1 танк КВ-1. В то же время по оценке штаба корпуса укомплектованность соединения колёсным автотранспортом составила всего 45%.
Противник тем временем, сформировав ударную группировку в районе Винницы, 25 января нанёс контрудар по частям 38-й армии силами двух танковых и трёх пехотных дивизий и создал угрозу окружения советских войск. В 1:30 26 января 3-й танковый корпус был поднят по тревоге, и совершив 105-километровый марш, к 8:00 сосредоточился в районе Малое Погребище, Педосы, Павловка. Утром 27 января корпус нанёс контрудар по вклинившимся в оборону 38-й армии немецким частям в направлении Нападовка, Зозов. Оттеснив авангард врага, танкисты к 18:00 вышли на рубеж Богдановка, Очитков, Кожанка, где столкнулись с превосходящими силами противника и вынуждены были перейти к обороне. В бою был ранен командир отдельного самоходно-артиллерийского полка майор В. Н. Вагнер. На поле боя его заменил капитан М. П. Борисенко.
Несмотря на большое численное превосходство, противнику не удалось сломить сопротивление 50-й танковой бригады в районе Богдановки. 28 января он атаковал позиции 51-й танковой и 57-й мотострелковой бригад из района Росоше, Скитка, Хороша, бросив в бой до 120 танков и 30 самоходных штурмовых орудий. Немцам удалось вытеснить мотострелков со станции Липовец, но дальше Фронтовки им продвинуться не удалось. Более того, утром 29 января бойцы Шамардина контратакой вернули утраченные позиции. 51-я танковая бригада ценой больших потерь сумела остановить продвижение противника на рубеже совхоз Синарна, Мервин. После боя бригада была выведена в тыл для ремонта матчасти, на позициях её заменила находившаяся в резерве 103-я танковая бригада. Однако командир бригады подполковник А. И. Халаев не сумел организовать оборону и без приказа командира корпуса оставил позиции, за что в начале февраля 1944 года был отстранён от должности (новым командиром бригады назначен подполковник В. И. Макаров). Тем не менее, добиться успеха на этом участке немцам не удалось.
Не сумев прорвать оборону 3-го танкового корпуса, противник попытался обойти его позиции через Оратов. Но контрударом 109-й и 164-й танковых бригад 16-го танкового корпуса его группировка на этом направлении была разгромлена. Танкисты генерал-майора И. В. Дубового закрепились на рубеже Салогубовка, Каленовка, прикрыв от ударов левый фланг соседа.
28 января 1944 года войска 1-го и 2-го Украинских фронтов окружили крупную группировку противника в районе Корсунь-Шевченковского. Это заставило немецкое командование прекратить наступление на винницком направлении и сосредоточиться на спасении своих окружённых войск. За период боёв под Винницей воины 3-го танкового корпуса уничтожили 73 танка и САУ, 27 полевых орудий и до 2000 солдат и офицеров вермахта. Стойкость и мужество танкистов обеспечили выход из окружения 17-го гвардейского стрелкового корпуса.

### 3-й танковый корпус в Корсунь-Шевченковской операции
Бои в районе Станиславчика
С 1 февраля 1944 года немецкое командование начало предпринимать попытки по деблокированию окружённой в районе Корсунь-Шевченковского группировки. В соответствии с приказом командующего 2-й танковой армией генерал-лейтенанта С. И. Богданова от 2 февраля 1944 года 3-й танковый корпус в ночь на 5 февраля выдвинулся в направлении Жашкова, имея задачу к исходу 6 февраля сосредоточиться в районе Станиславчик, Федюковка. В боях под Винницей корпус понёс большие потери. В танковых бригадах корпуса насчитывалось в общей сложности не более 30 исправных танков, поэтому ему была оперативно подчинена 164-я танковая бригада, имевшая в строю 27 танков.
Противник тем временем, сосредоточив в районе Ризино крупную ударную группировку в составе 16-й и 17-й танковых дивизий, 1-й танковой дивизии СС «Лейбштандарт СС Адольф Гитлер», 503-го и 506-го отдельных тяжёлых танковых батальонов 4 февраля 1944 года приступил к реализации плана операции «Ванда». Прорвав оборонительные порядки 47-го стрелкового корпуса, к 6 февраля немцы силами 64-го и 79-го пехотных полков при поддержке 30 танков типа «Пантера» и 20―25 самоходных штурмовых орудий 2-го танкового полка 16-й танковой дивизии вышли к реке Гнилой Тикич на рубеже Весёлый Кут, Кучковка. Мосты на реке были взорваны, поэтому танки сходу переправиться не смогли. Немецкая пехота, форсировав водную преграду, захватила плацдарм на северном берегу реки в районе Косяковка, Антоновка.
Не успев занять оборону, 3-й танковый корпус вынужден был вступить с противником во встречный бой. 50-я и 164-я танковые бригады совместно с 10-м гвардейским стрелковым полком 6-й гвардейской стрелковой дивизии, совершив стремительный переход из Гойсихи в Затонское, после короткого боя в 18:55 захватили Весёлый Кут, а к исходу дня разгромили немецкие части в Антоновке. 51-я и 103-я танковые бригады нанесли удар в направлении Тыновки. На короткое время им удалось овладеть селом, но немцы бросили в контратаку до 30 танков при поддержке пехоты и авиации, и советские танкисты вынуждены были отойти на исходные позиции. В бою за Тыновку немцы потеряли 4 танка, потери бригад корпуса составили 3 Т-34. После неудачного боя за Тыновку вечером того же дня 103-я танковая бригада в составе 6 танков и 51-я танковая бригада в составе 5 танков были выведены в резерв командира корпуса, где находились соответственно до 9 и 10 февраля.
50-я танковая бригада 7 февраля продолжила наступательные действия и к 18:00 закрепилась на северо-западной окраине Косяковки. Утром 8 февраля противник начал отвод войск в южном направлении. Это позволило танкистам при поддержке батальона 10-го гвардейского стрелкового полка к исходу дня полностью овладеть Кучковкой. Одновременно с этим 164-я танковая бригада нанесла удар из района Федюковки в направлении Вотылевские хутора, Татьяновка и к исходу дня вышла на южную окраину Косяковки. Отсюда бригада 9 февраля продолжила преследование отходящего врага в направлении Татьяновки, но столкнулась с превосходящими силами противника, понесла большие потери и была выведена в район Федюковки.
Неожиданный для противника удар 3-го танкового корпуса не только остановил дальнейшее продвижение противника, но и привёл к окружению и разгрому отдельных его частей в районе Кучковка, Косяковка. В целом наступавшая на этом направлении группировка немцев была отброшена назад. В боях 8—9 февраля противник потерял 24 танка, 3 артиллерийских орудия 53 автомашины и вездехода, до 50 солдат и офицеров. Потери корпуса за тот же период составили 12 Т-34 сгоревшими, 8 Т-34 подбитыми. Убито и ранено личного состава 50 человек. По состоянию на 10 февраля в составе 3-го танкового корпуса осталось 8 исправных танков.
Бои в районе Лисянки
С 10 февраля в ожидании нового наступления немцев 3-й танковый корпус перешёл к обороне, выставив танковые засады вдоль дороги Федюковка―Вотылевка и активно восстанавливая боевую материальную часть. К 18:00 11 февраля корпус имел в своём составе 35 танков Т-34, 1 танк Мк-9, 3 СУ-152, 9 120-мм и 8 гвардейских миномётов. Тем временем противник, не имея успеха в направлении Весёлый Кут, Косяковка, изменил направление главного удара. С утра 11 февраля он атаковал из районов Виноград и Рубанный Мост общим направлением на Лисянку.
3-й танковый корпус получил задачу не позднее 5:00 12 февраля сосредоточиться в районе Мотаевка, Писаревка. Однако 30-километровый марш корпус совершал в условиях бездорожья и сильной распутицы, поэтому к месту назначения в срок сумел выйти лишь частью сил. К 15:00 50-я танковая бригада заняла оборону в районе Дашуковки, 57-я мотострелковая бригада с 1818-м самоходно-артиллерийским полком — у Чесновки, 164-я танковая бригада — на большаке между Чесновкой и хутором Добрыдень. Практически сразу частям корпуса пришлось вступить в бой с противником, атаковавшим из района Каменный Брод, Бужанка в направлении на Дашуковку и из района Лисянка в направлении Хижницы.
50-я танковая бригада отразила атаку врага, но 164-я танковая бригада не смогла противостоять натиску превосходящих сил противника и отступила к Хижницам. Оставшаяся без флангового прикрытия 57-я мотострелковая бригада отошла к Писаревке. Оказавшаяся в окружении 50-я танковая бригада была вынуждена пробиваться к своим с боем. Вечером 13 февраля она в составе 1 танка Т-34 и 7 мотострелков вышла к Писаревке, куда, наконец, прибыли 51-я и 103-я танковые бригады. Для усиления оборонительного потенциала в оперативное подчинение корпуса были переданы 109-я 110-я, 181-я и 237-я танковые бригады, имевшие в своём составе по 1—5 танков, 999-й самоходно-артиллерийский полк и 136-я стрелковая дивизия, имевшая в полках по 50—70 активных штыков. Заняв оборону на рубеже Писаревка, Хижницы и выставив танковые засады в районе Джурженцы, Октябрь, 3-й танковый корпус 15 и 16 февраля успешно отразил все атаки противника и сумел остановить его продвижение на своём участке.
В ночь на 17 февраля 1944 года окружённая группировка противника пошла на прорыв. Враг двигался из района Шендеровки тремя колоннами через Хильки, Комаровку и Почапинцы общим направлением на Лисянку. В 4:20 танковые засады корпуса вступили в бой с передовыми частями противника. К 8:00 в район сражения подошли основные силы 3-го танкового корпуса. Враг на участке прорыва имел значительное численное превосходство, но его войска были истощены, деморализованы и дезорганизованы, поэтому не смогли оказать достойного сопротивления. 17 и 18 февраля 3-й танковый корпус принимал участие в разгроме колонн 42-го и 11-го армейских корпусов вермахта, уничтожив при этом 12 танков Т-IV, 36 артиллерийских орудий, 107 автомашин и 846 повозок с грузами. В плен было взято 650 солдат и офицеров противника. Потери корпуса в операции по ликвидации Корсуньского котла составили 29 человек убитыми и 108 ранеными.
Завершив разгром окружённой группировки противника, 3-й танковый корпус с частями усиления (109-я танковая бригада, 18-й и 8-й гвардейские танковые полки прорыва, 999-й самоходно-артиллерийский полк, 27-я гвардейская мотострелковая бригада, 136-я стрелковая дивизия и 160-й укреплённый район) сосредоточился на уничтожении частей изрядно потрёпанной, но ещё не утратившей боеспособность 1-й танковой дивизии СС, продолжавшей удерживать позиции в районе Октябрь, Лисянка. К моменту наступления танковые бригады корпуса имели в составе по 5-10 танков, а стрелковые и мотострелковые подразделения были укомплектованы личным составом на 10―15%.
В наступление 3-й танковый корпус перешёл 19 февраля. После упорного боя, сломив сопротивление противника, советские танкисты заняли Октябрь, и преследуя отступающие немецкие части, к 8:00 следующего дня освободили Лисянку. Противник успел взорвать мосты через Гнилой Тикич, но это не помогло задержать советские войска надолго. В пять часов утра 21 февраля 57-я мотострелковая и 51-я танковая бригады форсировали водную преграду и к полудню овладели Жабинкой, где закрепились до подхода главных сил. В ночь на 22 февраля корпус продолжил наступление. К 4:00 действовавшая в авангарде корпуса 50-я танковая бригада овладела Тихоновкой, а к 1:00 23 февраля во взаимодействии с 57-й мотострелковой бригадой освободила Яблоновку. Этим 3-йтанковый корпус завершил своё участие в Корсунь-Шевченковской операции. 26 февраля корпус был выведен в ближний тыл для отдыха и ремонта материальной части. 29 февраля временно исполнявший должность командира корпуса генерал-майор Шамшин передал командование соединением вернувшемуся из госпиталя генерал-майору Телякову.

### 3-й танковый корпус в Уманско-Ботошанской операции
Освобождение Умани
22 февраля 1944 года 3-й танковый корпус в составе 2-й танковой армии был переподчинён 2-му Украинскому фронту и в начале марта сосредоточился в полосе 27-й армии для наступления на уманском направлении. Уманско-Ботошанская операция 2-го Украинского фронта началась в 7:50 5 марта. Едва стрелковые части вклинились в немецкую оборону на полтора километра, 3-й танковый корпус был введён в бой, имея в первом эшелоне 50-ю и 51-ю танковые бригады. Разгромив противостоящие части 8-й армии вермахта в районе Чижовка, Рыжановка корпус к вечеру первого дня наступления вышел на оперативный простор. Далее ему предписывалось развить наступление в направлении Полковничье, Иваньки, имея конечной целью Ксёндзовку. Танкистам предстояло сходу форсировать Горный Тикич, поэтому для захвата переправы через реку приказом генерал-майора Телякова из бойцов 74-го мотоциклетного батальона была создана разведгруппа под командованием старшего сержанта С. А. Белана. В ночь на 6 марта разведчики просочились через боевые порядки немцев и внезапным ударом захватили Берёзовку, не дав возможности противнику взорвать мост. В то же время рота автоматчиков 51-й танковой бригады под командованием старшего лейтенанта Н. М. Панфилова захватила переправу через Горный Тикич в Чёрной Каменке.
6 марта 3-й танковый корпус форсировал Горный Тикич и совместно с 11-й гвардейской танковой бригадой овладел станцией Поташ, где было захвачено более 30 тяжёлых танков «Тигр», подготовленных немцами для отправки в ремонт. Преодолевая упорное сопротивление противника к утру 9 марта танкисты Телякова вошли в Ксёндзовку, выполнив поставленную боевую задачу.
Не выдержав ударов трёх советских танковых армий, противник начал отвод главных сил 8-й армии за Южный Буг, и командующий войсками 2-го Украинского фронта И. С. Конев поставил перед 2-й и 5-й гвардейской танковыми армиями задачу взять Умань. Нанеся поражение частям 17-й танковой дивизии вермахта и 1-й танковой дивизии СС в районе Дмитровское, 3-й танковый корпус ворвался на юго-восточную окраину Умани и к 1:30 10 марта совместно с другими частями фронта освободил город. Приказом ВГК СССР от 19 марта 1944 года 3-му танковому корпусу, а также его 50-й и 51-й танковым бригадам было присвоено почётное наименование «Уманских».
Выход на государственную границу
В Умани на ремонтных базах вермахта советскими войсками было захвачено около 500 танков и самоходных штурмовых орудий различной модификации и более 12000 автомашин различных марок. Но главным трофеем стало горючее. Из-за распутицы советские танковые подразделения после броска на Умань испытывали острый дефицит горюче-смазочных материалов. Захваченное у врага топливо позволило танкистам продолжить наступление и не дать противнику возможности закрепиться на новых рубежах. В 4:00 12 марта 3-й танковый корпус освободил Джулинки. 57-я мотострелковая бригада, форсировав Южный Буг, захватила плацдарм, что обеспечило переправу главных сил корпуса. С захваченного рубежа корпус нанёс поражение 9-му румынскому пехотному полку, 6-му кавалерийскому полку и 6-му рабочему батальону вермахта. За трое суток корпус преодолел более 160 километров и 15 марта вышел в район Вапнярки, где содействовал частям 16-го танкового корпуса в освобождении населённого пункта. В бою за Вапнярку ранение получил начальник штаба корпуса полковник И. В. Сафронов, его обязанности были возложены на начальника оперативного отдела К. И. Швецова. За освобождение города Вапнярка 3-й танковый корпус Указом Президиума Верховного Совета СССР от 19 марта 1944 года был награждён орденом Суворова II степени.
После освобождения Вапнярки 3-й танковый корпус устремился к Днестру. Действовавшая в авангарде корпуса 57-я мотострелковая бригада 17 марта ворвалась в Ямполь, где разгромила 9-й румынский пехотный полк и остатки 75-й пехотной дивизии немцев. В тот же день две мотострелковые роты захватили небольшой плацдарм на западном берегу Днестра и удержали его до переправы основных сил бригады. К вечеру 18 марта 57-я мотострелковая бригада форсировала Днестр и совместно с 15-й мотострелковой бригадой значительно расширила его в ширину и глубину. С захваченного мотострелками плацдарма в районе Сороки, Шептеличи 3-й танковый корпус начал освобождение Молдавии. 26 марта 1944 года совместно с 16-м танковым корпусом он освободил город Бельцы после чего разгромил части противника в районе Фалешты и перерезал железную дорогу Кишинёв—Яссы. Противник пытался остановить дальнейшее продвижение танкистов, нанеся контрудар в районе Пырлицы, но потерпел поражение. 27 марта передовыми частями 3-й танковый корпус вышел на советско-румынскую границу по реке Прут. За успешное форсирование реки Днестр, овладение городом и важным железнодорожным узлом Бельцы, выход на государственную границу и проявленные доблесть и мужество Указом Президиума Верховного Совета СССР от 8 апреля 1944 года 50-я, 51-я танковые и 57-я мотострелковая бригады были награждены орденами Красного Знамени, 103-я танковая бригада ― орденом Богдана Хмельницкого II степени.
Бои в Румынии
Несмотря на успешные действия 3-го танкового корпуса в наступлении, генерал-майор Н. М. Теляков так и не был окончательно утверждён в должности командира корпуса. 1 апреля 1944 года новым командиром соединения был назначен Герой Советского Союза генерал-лейтенант танковых войск В. А. Мишулин. Под его командованием корпус 10 апреля переправился через Прут в районе Бэдэрей (рум. Bădărăi), и совершив манёвр вдоль западного берега реки, 12 апреля сосредоточился в районе Фокуриле (рум. Focuri), где получил задачу совместно с частями 78-й стрелковой дивизии перерезать железную и автомобильную дороги Яссы―Тыргул-Фрумос. На северном берегу реки Бахлуй корпусу противостояли два пехотных полка 8-й пехотной дивизии вермахта с 30-ю танками дивизии «Великая Германия». Утром 13 апреля корпус перешёл в наступление, и сломив сопротивление противника в районе Бэрлешчий (рум. Bârlești), овладел Подул-Илоаей, выполнив боевой приказ.
19 апреля 3-й танковый корпус был переброшен в Корнеле-Капрей (рум. Coarnele Caprei). К этому времени в танковых бригадах оставалось по 6-8 танков, поэтому приказом комкора Мишулина на их базе были созданы сводные отряды из танков и стрелковых подразделений 3-й гвардейской воздушно-десантной и 93-й стрелковой дивизий. 26 апреля корпус перешёл в наступление, имея задачу овладеть городом Тыргул-Фрумос. После упорных боёв с частями дивизии «Великая германия», 46-й пехотной дивизии вермахта и 1-й румынской пехотной дивизии ему удалось вклиниться в оборону противника на рубеже Васканий (рум. Vascani), Кукутений (рум. Cucuteni) и 3 мая выйти на ближние подступы к Тыргул-Фрумос, но взять город сил не хватило. В боях был ранен командир 57-й мотострелковой бригады подполковник П. З. Шамардин. Бригаду с 4 мая временно возглавил полковник Н. Л. Кревс.
В соответствии с приказом командующего 2-й танковой армией от 5 мая 1944 года 3-й танковый корпус с 6 мая должен был выйти в резерв 2-го Украинского фронта для отдыха и пополнения. Однако вывод частей корпуса из боёв в районе Тыргул-Фрумос затянулся более чем на месяц. Противник ввёл в сражение 4 танковых и 6 пехотных дивизий. В течение мая―июня соединение целиком и отдельными подразделениями неоднократно выдвигалась на участки обороны 35-го стрелкового и 16-го танкового корпусов, где противник создавал угрозу прорыва. Особенно тяжёлым в этот период стал бой за высоту 178,0 в районе Кукутений в ночь на 6 июня. 50-я и 51-я бригады, имея в составе 8 танков и моторизованные батальоны автоматчиков, сумели отразить атаку 9 немецких огнемётных танков при поддержке 10 бронетранспортёров и 200 автоматчиков. Только 12 июня корпус без самоходно-артиллерийских полков вышел из боёв в Румынии для переброски на 1-й Белорусский фронт. 20 июня он прибыл в район Маневичи, где был пополнен личным составом и техникой. В его состав были включены 1107-й (командир майор Д. Г. Гуренко) и 1219-й (командир майор П. С. Бердников) самоходно-артиллерийские полки, вооружённые соответственно СУ-85 и СУ-100. Командир 103-й танковой бригады подполковник В. И. Макаров был переведён на должность командира 109-й танковой бригады 16-го танкового корпуса. На его место назначен подполковник И. В. Куриленко. 4 июля генерал-лейтенант Мишулин был освобождён от должности командира корпуса по состоянию здоровья. Новым командиром корпуса назначен генерал-майор танковых войск Н. Д. Веденеев.

### 3-й танковый корпус в Люблин-Брестской операции
Перед началом Люблин-Брестской операции 3-й танковый корпус сосредоточился в лесном массиве севернее населённого пункта Опалин, имея в составе 207 танков, 57 САУ, 20 45-мм пушек, 15 37-мм зенитных орудий, 8 реактивных установок и 90 миномётов. 22 июля корпус совместно с 8-м гвардейским танковым корпусом был введён в прорыв. Действовавшая в передовом отряде корпуса 50-я танковая бригада полковника Р. А. Либермана за первые 13 часов наступления прошла с боями 75 километров, освободила 57 польских населённых пунктов и к 17:00 овладела местечком Поцеха (пол. Pocieha), перерезав автомобильную дорогу Люблин—Варшава.
Люблин обороняли 26-я пехотная и 213-я охранная дивизии 9-й армии вермахта. Несмотря на численное превосходство противника, 50-я танковая бригада утром 23 июля ворвалась в город, где вела бой в течение суток. Танкисты Либермана уничтожили большое количество живой силы противника, взяли в плен 370 солдат и офицеров вермахта, сожгли два самоходных орудия и 350 автомашин, захватили склады с военным имуществом, топливом и боеприпасами, потеряв при этом 2 танка и до 20 человек личного состава убитыми и ранеными. Однако взять Люблин сходу бригаде не удалось. Противник успел перебросить на помощь люблинскому гарнизону части 342-й пехотной дивизии, 25-й полицейский полк и два охранных батальона, которые оттеснили советских танкистов на западную окраину города. В бою погиб начальник штаба бригады капитан А. М. Ковалевский.
24 июля главные силы 3-го танкового корпуса подошли к Люблину и возобновили штурм города. В исходу дня гарнизон Люблина был разгромлен, более 2000 военнослужащих вермахта сдались в плен. За освобождение города Люблина Указом Президиума Верховного Совета СССР от 9 августа 1944 года 3-й танковый корпус был награждён орденом Красного Знамени, 50-я, 51-я, 103-я танковые и 57-я мотострелковая бригады — орденами Суворова II степени. Приказом ВГК СССР от 9 августа 1944 года 121-му зенитно-артиллерийскому полку, 1107-му и 1219-му самоходно-артиллерийским полкам присвоено почётное наименование «Люблинские».
После освобождения Люблина 3-й танковый корпус продолжил наступление. Нанеся поражение противостоящим соединению частям 174-й резервной и 5-й лёгкой пехотной дивизиям, 25 июля танкисты овладели городом и железнодорожной станцией Пулавы и вышли на берег Вислы, выполнив поставленную боевую задачу.

### Бои за Прагу
После выхода на правый берег реки Висла 3-й танковый корпус получил новую задачу: совершить глубокий манёвр через Желехув на Воломин и ударом с северо-востока совместно с другими частями 2-й танковой армии овладеть правобережным предместьем Варшавы ― Прагой. Прорвав оборону противника на рубеже Сточек (пол. Stoczek), Гарволин (27.07.1944) и нанеся поражение 5-й танковой дивизии СС «Викинг» в районе Цеглув (пол. Cegłów), части корпуса к исходу 28 июля овладели Калушином, откуда развернули наступление на Радзымин. Противник пытался остановить продвижение корпуса контрударом танковой дивизии «Герман Геринг», но безуспешно. К 13:00 30 июля танкисты Веденеева вышли в район Воломин, Радзымин, перерезав шоссе Белосток―Варшава.
Противник сосредоточил в Праге крупную группировку (73-я пехотная дивизия, танковая дивизия «Герман Геринг», 19-я танковая дивизия, часть сил 5-й танковой дивизии «Викинг», 6-й Варшавский охранный полк) и упорным сопротивлением и мощными контратаками сумел остановить продвижение танковых корпусов 2-й танковой армии на рубеже Радзымин, Окунев (пол. Okuniew), Збытки (пол. Zbytki). 3-й танковый корпус, имея в строю 83 танка, 31 июля перешёл к обороне на рубеже Чарна (пол. Czarna), Крашев-Новы (пол. Nowy Kraszew), правый берег реки Длуга. Немцы с 1 августа активно атаковали позиции корпуса и сумели перерезать его коммуникации, фактически отрезав корпус от основных сил 2-й танковой армии. 2 августа им удалось оттеснить 103-ю танковую бригаду от Радзымина. 3 августа, с подходом в район Праги отступающих из-под Седлеца 4-й танковой дивизии вермахта и 3-й танковой дивизии СС «Мёртвая голова», положение 3-го танкового корпуса стало критическим. Неожиданным ударом в тыл 3-го танкового корпуса со стороны Тлуща (пол. Tłuszcz) и Посьвентне (пол. Poświętne) и одновременным ударом из Праги противник сумел рассечь боевые порядки соединения: 103-я танковая бригада была отброшена к Майдану (пол. Majdan), а 50-я и 51-я танковые бригады оказались в окружении севернее Оссува (пол. Ossów).
Чтобы не допустить разгрома корпуса, генерал-майор Веденеев выдвинул на фланги 103-й танковой и 57-й мотострелковой бригад самоходно-артиллерийские полки. 50-й и 51-й танковым бригадам приказано прорвать кольцо окружения в направлении Майдан и соединиться с 103-й танковой бригадой. Со своей стороны командующий 2-й танковой армии генерал-майор А. И. Радзиевский ввёл в бой резервы — 109-ю танковую бригаду, 41-ю истребительно-противотанковую бригаду, 57-й мотоциклетный и 10-й огнемётный батальоны. Одновременно 86-й гвардейский армейский миномётный полк нанёс залп по скоплению танков противника в районе Воломин. Общими усилиями продвижение противника было остановлено. 50-я и 51-я бригады вырвались из котла и вышли к месту назначения. В бою погиб командир 51-й танковой бригады полковник С. Н. Мирвода, пропал без вести исполняющий должность командира 50-й танковой бригады майор И. Н. Фундованный.
В ночь на 4 августа 3-й танковый корпус занял оборону по восточному берегу реки Чарна, примкнув свой левый фланг к правому флангу 8-го гвардейского танкового корпуса. На этом рубеже корпус оставался до 8 августа, после чего был отведён в район Минск-Мазовецкий для пополнения боевой материальной части. В конце августа корпус был оперативно подчинён 47-й армии и в начале сентября вновь участвовал в боях под Прагой. 6 сентября 3-й танковый корпус был выведен в резерв 1-го Белорусского фронта.
Приказом НКО СССР № 0376с от 20 ноября 1944 года за образцовое выполнение заданий командования, героизм и отвагу личного состава в боях с немецко-фашистскими захватчиками, высокую дисциплину и организованность преобразован в 9-й гвардейский танковый корпус.

### В составе действующей армии
- с 21 апреля по 3 сентября 1942 года;
- с 17 января по 9 апреля 1943 года;
- с 6 мая по 2 сентября 1943 года;
- с 18 января по 5 сентября 1944 года;
- с 30 октября по 20 ноября 1944 года.

## Командование корпуса

### Командиры корпуса
- генерал-майор танковых войск Мостовенко, Дмитрий Карпович (с 31 марта по 3 сентября 1942 года);
- полковник, генерал-майор танковых войск Синенко, Максим Денисович (с 4 сентября 1942 по 4 ноября 1943 года);
- полковник Теляков, Николай Матвеевич (с 5 ноября по 16 декабря 1943 года) (ВРИД);
- генерал-майор танковых войск Шамшин, Александр Александрович (с 17 декабря 1943 по 28 февраля 1944 года);
- генерал-майор танковых войск Теляков, Николай Матвеевич (с 1 марта по 29 марта 1944 года) (ВРИД);
- генерал-лейтенант танковых войск Мишулин, Василий Александрович (с 1 апреля по 4 июля 1944 года);
- генерал-майор танковых войск Теляков, Николай Матвеевич (с 5 июля по 13 июля 1944 года);
- генерал-майор танковых войск Веденеев, Николай Денисович (с 14 июля по 20 ноября 1944 года)

### Заместитель командира корпуса по строевой части
- полковник, генерал-майор танковых войск Теляков, Николай Матвеевич (с 15 октября 1943 года);
- полковник Сафронов, Иван Васильевич (с февраля 1944 года);
- полковник Шевченко, Александр Иосифович (с 24 августа по 20 ноября 1944 года)

### Военные комиссары корпуса
С конца 1942 года — заместитель командира корпуса по политической части:
- полковой комиссар, полковник Широков, Виктор Прокофьевич (с 5 апреля 1942 по 16 марта 1943 года);
- полковник Захаров, Борис Иванович (с 22 марта по 19 июня 1943 года)

### Заместители командира корпуса по технической части
- полковник Шабунин, Николай Николаевич
- инженер-полковник Мишуринский, Александр Александрович

### Начальники штаба корпуса
- генерал-майор Девятов, Кузьма Григорьевич (с марта 1942 по август 1943 года);
- полковник Сафронов, Иван Васильевич (с 12 августа 1943 по февраль 1944 года);
- полковник Швецов, Константин Иванович (с февраля 1944)

### Начальники оперативного отдела
- подполковник Бабицкий, Яков Евсеевич (с апреля 1942 по январь 1943 года);
- полковник Швецов, Константин Иванович;
- подполковник Якубов, Исаак Авраамович

### Начальники политотдела
- подполковник Подобед, Виктор Григорьевич (с 28 апреля по 19 июня 1943 года);
- полковник Захаров, Борис Иванович (с 19 июня 1943 по 18 июля 1944 года);
- полковник Плотников, Иван Николаевич (с 18 июля 1944 года)

### Начальники разведывательного отдела
- майор Степанов, Александр Иванович
- подполковник Тарасов, Арсентий Иванович

### Начальник артиллерии
- полковник Волков, Михаил Васильевич

### Начальник связи
- подполковник Ткаченко, Александр Семёнович

### Начальник инженерной службы
- инженер-майор Замчалов, Пётр Иванович

## Состав корпуса
- Управление корпуса (штат № 010/369)
- 50-я танковая бригада;
- 51-я танковая бригада;
- 103-я танковая бригада тяжелых танков;
- 3-я мотострелковая бригада, в январе 1943 года была заменена 57-й мотострелковой бригадой
- 411-й отдельный батальон связи, с 06.05.1943; 20.11.1944 — преобразован в 185-й отдельный гвардейский батальон связи
- 90-й отдельный саперный батальон, с 06.05.1943; 20.11.1944 — преобразован 135-й отдельный гвардейский саперный батальон
- 64-я отдельная рота химзащиты, с 06.05.1943
- 3-я отдельная автотранспортная рота подвоза ГСМ
- 97-я полевая танкоремонтная база
- 106-я полевая авторемонтная база
- 8-е авиазвено связи, с 01.08.1943
- 18-й полевой автохлебозавод, с 20.05.1943
- 2081-я военно-почтовая станция, с 13.07.1942

## Подчинение
| Дата            | Фронт (округ)            | Армия              |
| --------------- | ------------------------ | ------------------ |
| 01.04.1942 года | Московский военный округ |                    |
| 01.05.1942 года | Брянский фронт           |                    |
| 01.07.1942 года | Западный фронт           | 61-я армия         |
| 01.10.1942 года | Московский военный округ |                    |
| 01.11.1942 года | Резерв Ставки ВГК        |                    |
| 01.02.1943 года | Юго-Западный фронт       |                    |
| 01.04.1943 года | Резерв Ставки ВГК        |                    |
| 01.05.1943 года | Центральный фронт        | 2-я танковая армия |
| 01.09.1943 года | Брянский фронт           | 2-я танковая армия |
| 01.10.1943 года | Резерв Ставки ВГК        | 2-я танковая армия |
| 01.02.1944 года | 1-й Украинский фронт     | 2-я танковая армия |
| 01.03.1944 года | 2-й Украинский фронт     | 2-я танковая армия |
| 01.07.1944 года | 1-й Белорусский фронт    | 2-я танковая армия |
| 01.10.1944 года | Резерв Ставки ВГК        | 2-я танковая армия |
| 01.11.1944 года | 1-й Белорусский фронт    | 2-я танковая армия |

## Награды и почётные наименования
«Уманский» — 19 марта 1944 года — Почетное наименование присвоено в ознаменование одержанной победы и за отличие в боях по прорыву обороны противника на уманском направлении и освобождение города Умань. Приказ Верховного Главнокомандующего от 19 марта 1944 года № 061.
 — 19 марта 1944 год — За образцовое выполнение заданий командования в боях с немецкими захватчиками за освобождение крупного железнодорожного узла и города Вапнярка и проявленные при этом доблесть и мужество. Указ Президиума Верховного Совета СССР от 19 марта 1944 года.
 — 9 августа 1944 года — За образцовое выполнение боевых заданий командования на фронте борьбы с немецкими захватчиками, за овладение городом Люблин и проявленные при этом доблесть и мужество. Указ Президиума Верховного Совета СССР от 9 августа 1944 года.

## Отличившиеся воины
Управление корпуса:
- Теляков, Николай Матвеевич, генерал-майор танковых войск, командир корпуса.

74-й отдельный мотоциклетный батальон:
- Белан, Сергей Абрамович, старший сержант, помощник командира взвода.
- Рулёв, Александр Фёдорович, старший лейтенант, командир роты бронетранспортеров. Погиб в бою 7 мая 1945 года.
- Дубов, Иван Васильевич, старший сержант, пулемётчик.

881-й самоходный артиллерийский Прутский ордена Красной Звезды полк:
- Борисенко, Михаил Петрович, капитан, командир полка.

90-й отдельный сапёрный батальон:
- Кошев, Алий Юсуфович, ефрейтор, сапёр.

Данные о Героях Советского Союза 50-й тбр, 51-й тбр, 103 тбр и 57-й мсбр приведены в статьях об этих формированиях.

## Комментарии
1. ↑  Ныне урочище на территории Болховского района Орловской области. Координаты на Wikimapia 53°33′49,6″N 35°52′32,9″E Архивная копия от 27 июня 2024 на Wayback Machine.
2. ↑  Ныне урочище на территории Болховского района Орловской области. Координаты на Wikimapia 53°37′32,5″N 35°57′26″E Архивная копия от 27 июня 2024 на Wayback Machine.
3. ↑  Ныне урочище на территории Болховского района Орловской области. Координаты на Wikimapia 53°37′15,7″N 35°58′11″E Архивная копия от 27 июня 2024 на Wayback Machine.
4. ↑  Ныне урочище на территории Ульяновского района Калужской области. Координаты на Wikimapia 53°38′23,8″N 35°59′41,8″E Архивная копия от 27 июня 2024 на Wayback Machine.
5. ↑  Ныне урочище на территории Ульяновского района Калужской области. Координаты на Wikimapia 53°44′16,6″N 35°43′23,1″E Архивная копия от 27 июня 2024 на Wayback Machine.
6. ↑  Ныне не существует. Деревня находилась на территории северного участка заповедника «Калужские засеки».
7. ↑  Ныне урочище на территории Ульяновского района Калужской области. Координаты на Wikimapia 53°49′04,5″N 35°43′08,6″E Архивная копия от 27 июня 2024 на Wayback Machine.
8. ↑  Ныне урочище на территории Ульяновского района Калужской области. Координаты на Wikimapia 53°49′17,7″N 35°41′18,5″E Архивная копия от 27 июня 2024 на Wayback Machine.
9. ↑  Ныне урочище на территории Ульяновского района Калужской области. Координаты на Wikimapia 53°46′50,8″N 35°48′33,3″E Архивная копия от 27 июня 2024 на Wayback Machine.
10. ↑  Ныне урочище на территории Ульяновского района Калужской области. Координаты на Wikimapia 53°49′05,1″N 35°37′33,6″E Архивная копия от 27 июня 2024 на Wayback Machine.
11. ↑  Ныне урочище на территории Ульяновского района Калужской области. Координаты на Wikimapia 53°47′17,4″N 35°39′10,6″E Архивная копия от 27 июня 2024 на Wayback Machine.
12. ↑  Железнодорожная станция в пределах села Курячевка.
13. ↑  Ныне Белгородская область.
14. ↑  Ныне урочище на территории Комаричского района Брянской области. Координаты на Wikimapia 52°16′36,6″N 34°44′25,8″E Архивная копия от 1 июля 2018 на Wayback Machine.
15. ↑  Ныне не существует. Координаты на Wikimapia 52°11′14″N 34°31′36,6″E Архивная копия от 1 июля 2018 на Wayback Machine.
16. ↑  Ныне урочище на территории Севского Брянской области. Координаты на Wikimapia 52°04′13,6″N 34°31′41,3″E Архивная копия от 1 июля 2018 на Wayback Machine.
17. ↑  Ныне урочище на территории Севского района Брянской области. Координаты на Wikimapia 52°10′35,6″N 34°23′02,5″E Архивная копия от 1 июля 2018 на Wayback Machine.
18. ↑  По всей видимости, в составе 1540-го сап учтены Су-76 отдельного самоходно-артиллерийского полка (бывшего 881-го иптап), который до 1 апреля не имел номера. С 1-го апреля он переименован в 881-й сап.
19. ↑  Место расположения объекта на карте Wikimapia Архивная копия от 1 июля 2018 на Wayback Machine.
20. ↑  Ныне западная часть села Косяковка.
21. ↑  Ныне не существует. Примерное местонахождение бывшего населённого пункта на карте Wikimapia Архивная копия от 27 июня 2024 на Wayback Machine.
22. ↑  Ныне не существует. Примерное местонахождение бывшего населённого пункта на карте Wikimapia Архивная копия от 27 июня 2024 на Wayback Machine.
23. ↑  Ныне не существует. Примерное местонахождение бывшего населённого пункта на карте Wikimapia Архивная копия от 27 июня 2024 на Wayback Machine.
24. ↑  Хутор Октябрь (бывший хутор Монастырок), родовое гнездо шляхетского рода Хмельницких. В настоящее время на месте бывшего хутора установлен памятный крест. Примерное местонахождение бывшего хутора на карте Wikimapia Архивная копия от 27 июня 2024 на Wayback Machine.
25. ↑  В документах ОБД «Мемориал» майор И. Н. Фундованный фигурирует в качестве заместителя командира 50-й танковой бригады.

## Документы
- Журнал боевых действий частей 3 тк. — 1944. — 31 с.